# NGC 4568
NGC 4568 је спирална галаксија у сазвежђу Девица која се налази на NGC листи објеката дубоког неба.
Деклинација објекта је + 11° 14' 19" а ректасцензија 12h 36m 34,2s. Привидна величина (магнитуда) објекта NGC 4568 износи 10,9 а фотографска магнитуда 11,7. Налази се на удаљености од 18,250 милиона парсека од Сунца. NGC 4568 је још познат и под ознакама UGC 7776, MCG 2-32-152, CGCG 70-188, IRAS 12340+1130, VCC 1676, VV 219, KCPG 347B, Siamese twins, PGC 42069.